# Proteuxoa bistrigula
Espèce
Synonymes
- Ariathisa ophiosema Turner, 1911[1]
- Hadena bistrigula Walker, 1857[1]
- Proteuxoa loxosema Turner, 1908[1]

Proteuxoa bistrigula est une espèce de lépidoptères nocturnes de la famille des Noctuidae.
On la trouve en Australie : dans le Territoire de la capitale australienne, la Nouvelle-Galles du Sud, le Victoria, la Tasmanie et l'Australie-Méridionale.

## Galerie

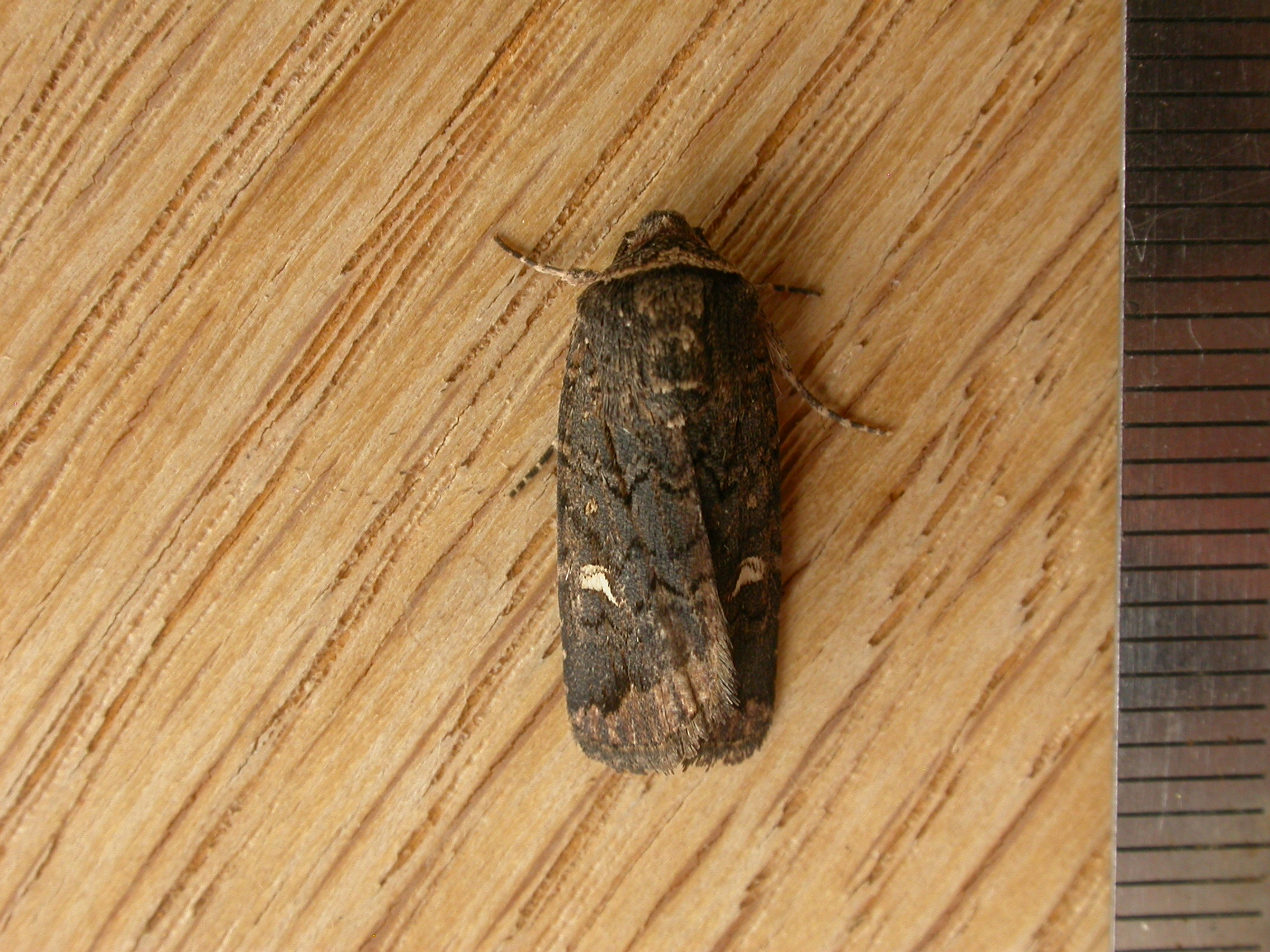